# Plăcerea de a ucide
Plăcerea de a ucide sau Ferocitate (în engleză Ravenous) este un film americano-britanico-ceh Western de groază de canibalism din 1999. Este regizat de Antonia Bird; cu Guy Pearce, Robert Carlyle, Jeffrey Jones și David Arquette în rolurile principale.

## Distribuție
- Guy Pearce - Captain John Boyd
- Robert Carlyle - Colonel Ives / F.W. Colqhoun
- David Arquette - Private Cleaves
- Jeremy Davies - Private Toffler
- Jeffrey Jones - Colonel Hart
- John Spencer - General Slauson
- Stephen Spinella - Major Knox
- Neal McDonough - Private Reich
- Joseph Runningfox - George
- Sheila Tousey - Martha
- Bill Brochtrup - Lindus
- Fernando Becerril - Mexican Commander
- Gabriel Berthier - Mexican Commander
- Pedro Altamirano - Mexican Commander
- Damián Delgado - Mexican Grenadier
- Tim Van Rellim - Mr. MacCready
- Miezi Sungu - Jones
- David Heyman - Mr. Janus